# Celano Football Club Olimpia 1987-1988
Questa voce raccoglie le informazioni riguardanti il Celano Football Club Olimpia nelle competizioni ufficiali della stagione 1987-1988.

## Rosa
| N. |                   | Ruolo | Calciatore           |
| -- | ----------------- | ----- | -------------------- |
|    | Italia (bandiera) | P     | Stefano Bobbo        |
|    | Italia (bandiera) | A     | Riccardo Bulgarani   |
|    | Italia (bandiera) | D     | Augusto Cantelmi     |
|    | Italia (bandiera) | D     | Maurizio Caradonna   |
|    | Italia (bandiera) | C     | Angelo Corsini       |
|    | Italia (bandiera) | C     | Pino D'Angelo        |
|    | Italia (bandiera) | P     | Leonbruno De Santis  |
|    | Italia (bandiera) | C     | Luca Di Filippo      |
|    | Italia (bandiera) | C     | Alessandro Di Matteo |
|    | Italia (bandiera) | A     | Davide Di Nicola     |
|    | Italia (bandiera) | D     | Silvano Fiorucci     |
|    | Italia (bandiera) | D     | Danilo Gasbarra      |
|    | Italia (bandiera) | C     | Antonio Gaspari      |

| N. |                   | Ruolo | Calciatore           |
| -- | ----------------- | ----- | -------------------- |
|    | Italia (bandiera) |       | Guerriero            |
|    | Italia (bandiera) | C     | Pasqualino Juvalò    |
|    | Italia (bandiera) | D     | Luciano Lombardini   |
|    | Italia (bandiera) | A     | Luigi Marchionne     |
|    | Italia (bandiera) | C     | Massimo Marini       |
|    | Italia (bandiera) | D     | Alessandro Paoletti  |
|    | Italia (bandiera) | C     | Massimo Paris        |
|    | Italia (bandiera) |       | Piccone              |
|    | Italia (bandiera) | A     | Antonino Pietrosante |
|    | Italia (bandiera) |       | Rotili               |
|    | Italia (bandiera) | C     | Fabrizio Sansonetti  |
|    | Italia (bandiera) | D     | Andrea Silvestri     |
|    | Italia (bandiera) | A     | Francesco Zappasodi  |